# Argileto

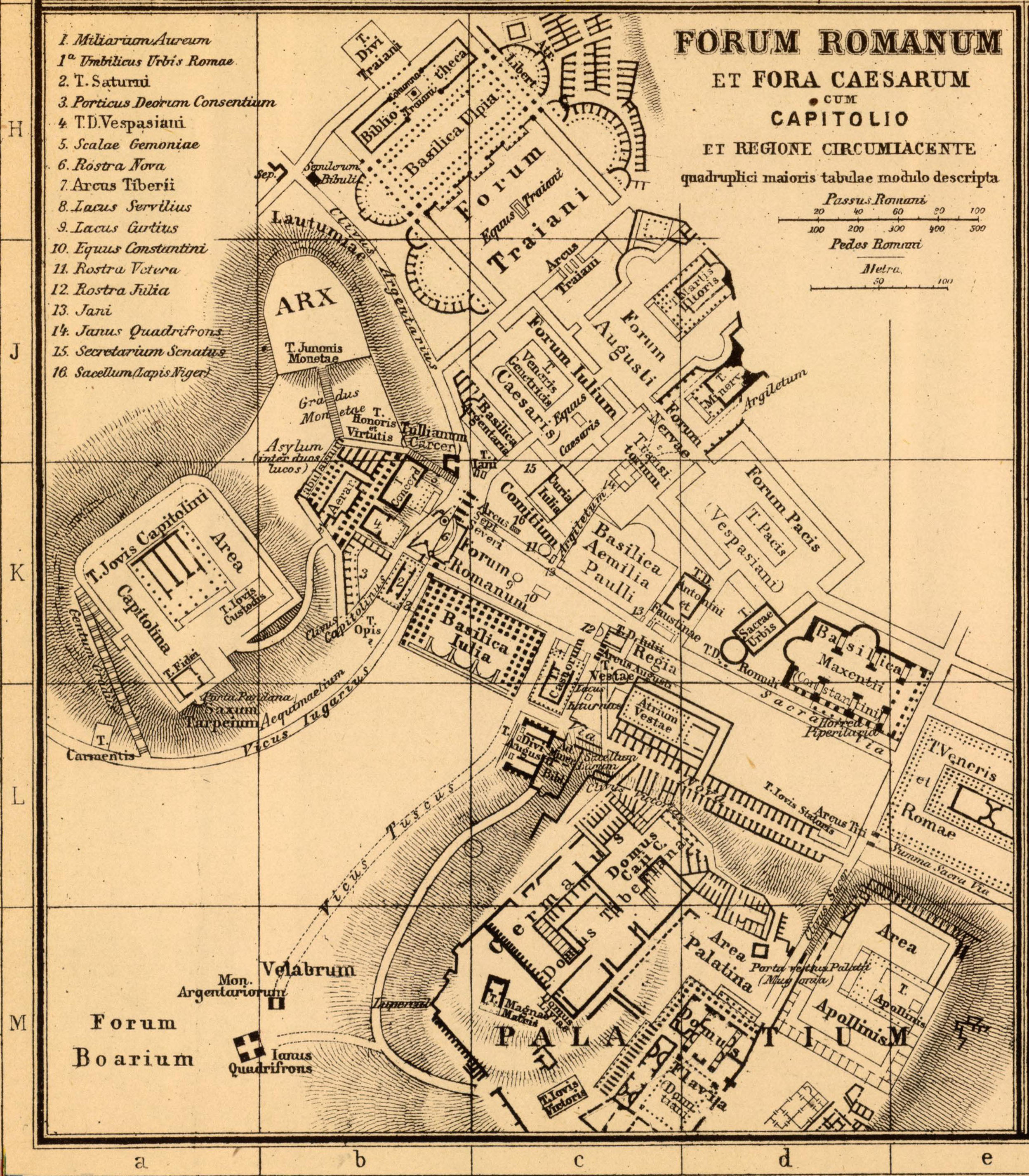
Foros romanos donde aparece el Argiletum en las cuadrículas Kc y Jd.

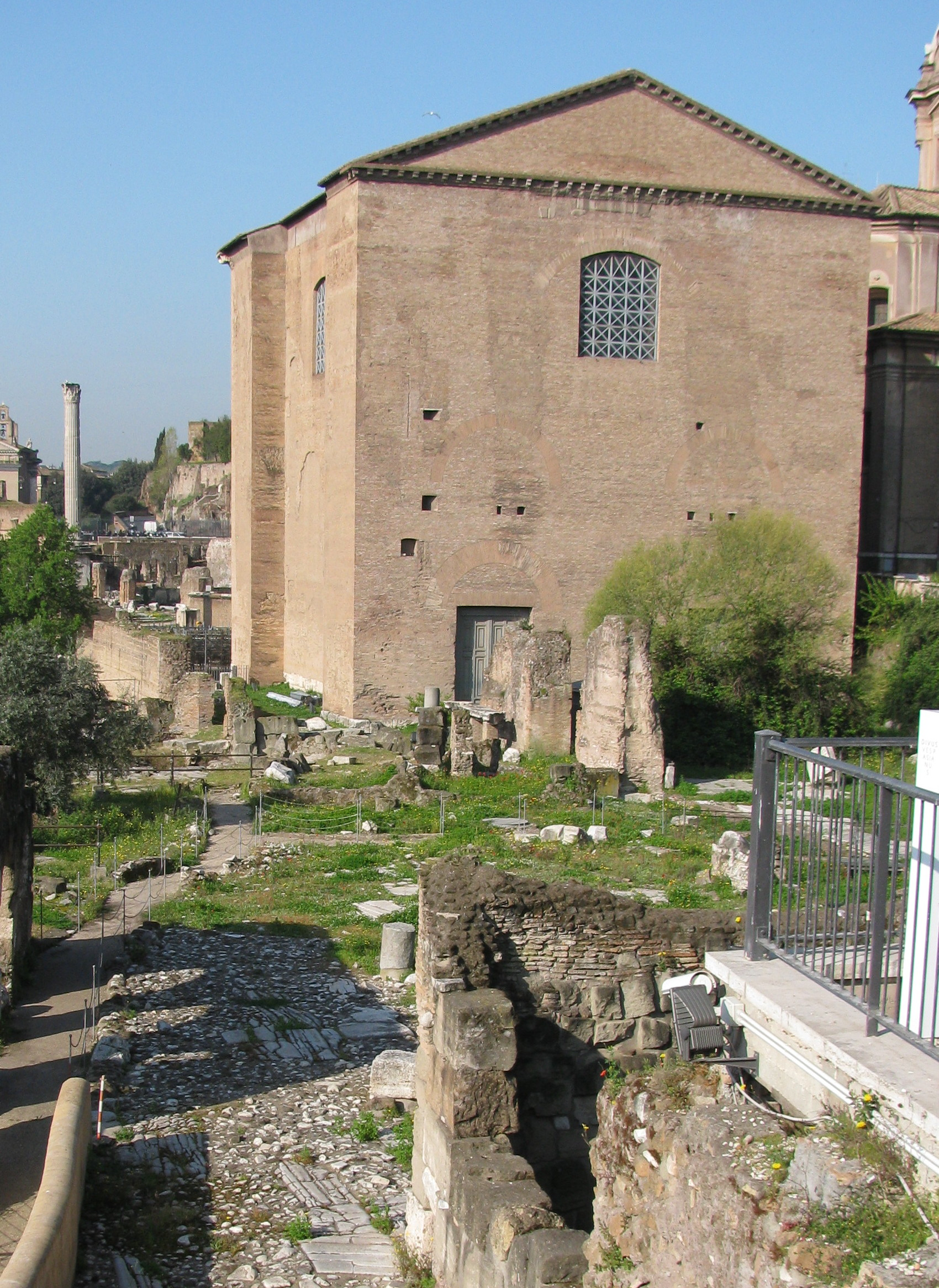
Vista de la Curia Julia, con los restos del Argileto, bajo capas medievales, en el primer plano.

El Argileto (en latín, Argiletum) era la principal ruta que se acercaba al Foro Romano desde el noreste. Unía el Foro con el barrio de la Subura, que atravesaba. Seguía aproximadamente parte del recorrido de la Cloaca Máxima. Se corresponde en la actualidad con las calles Cavour, Leonina y della Madonna dei Monti. Las librerías existentes ahí eran numerosas.
Como originariamente pasaba entre el Comitium y la Basilica Pauli, el Argileto fue con el tiempo absorbida por la construcción de los foros imperiales, de la época de Julio César en adelante.  Dado este encajamiento, los límites del Argileto fueron definidos de manera diferente según el período. En época de Marcial (muerto hacia el 103 d. C.) el Argileto se había convertido en un distrito de mala fama con tabernas y burdeles.
Se desconoce su etimología exacta. Su nombre probablemente derive de la arcilla (latín, argilla) que se obtenía en su proximidad, aunque otros escritores como Virgilio consideraban que fue el lugar de la muerte de Argos (Argi letum): el rey Evandro, que hace visitar el lugar de la futura Roma a Eneas:

"le muestra el bosque del sagrado Argileto, y le relata la muerte de su huésped Argos."

Varrón entendía que la etimología del término argiletum estaba relacionada con el nombre de un granuja griego.
Dentro de la zona de los Foros imperiales, en la zona baja del Argileto, Domiciano empezó a construir, entre el Foro de Augusto y el Foro de Vespasiano, el llamado Foro Transitorio, consagrando un templo a su diosa patrona, Minerva, en el año 97. Con la damnatio memoriae de Domiciano, pasó a denominarse Foro de Nerva. Esto es, a finales del siglo I, el foro de Nerva fue construido sobre su primer trozo. 
Livio indica que el templo de Ianus Geminus se encontraba ad infimum Argiletum (Liv. 1.19.1). Es decir, que en la parte inicial del Argileto, al lado del foro, se encontraba el antiguo templo de Jano que Domiciano reemplazó con un arco de cuatro lados al borde de la nueva plaza.